# Нечаєв Андрій Юрійович
Андрій Юрійович Нечаєв (псевдоніми: Андрій Левицький, Ілля Новак; нар. 16 квітня 1971, Київ) — український письменник, сценарист відеоігор, співзасновник літературного порталу Litnet (Букнет) і КЛФ «Чумацький шлях». Мешкає в Болгарії.

## Біографія
Значна частина дитинства Андрія Нечаєва пройшла в Чорнобилі, де працювала його бабуся (вона була співробітником місцевого парткому).
Навчався на філологічному факультеті Київського державного університету, за фахом ніколи не працював.
Перша публікація у фантастиці — оповідання «Майже повна темрява. Прийшов шаман» (рос. Почти полная тьма. Пришел шаман) у журналі «Порог» в 2002 році.
У 2005 році на конвенті «Єврокон» був названий найкращим письменником-дебютантом Європи. Працював над сценарієм комп'ютерних ігор «Герої знищених імперій» і «S.T.A.L.K.E.R.: Чисте небо», а також над книжковими циклами по ним.